# Гурвьей
Гурвье́й (фр. Gourvieille) — коммуна во Франции, находится в регионе Лангедок — Руссильон. Департамент коммуны — Од. Входит в состав кантона Саль-сюр-л’Эр. Округ коммуны — Каркасон.
Код INSEE коммуны — 11166.

## Население
Население коммуны на 2008 год составляло 56 человек.
| 1962 | 1968 | 1975 | 1982 | 1990 | 1999 | 2008 |
| ---- | ---- | ---- | ---- | ---- | ---- | ---- |
| 36   | 43   | 42   | 45   | 43   | 55   | 56   |

## Экономика
В 2007 году среди 41 человек в трудоспособном возрасте (15—64 лет) 35 были экономически активными, 6 — неактивными (показатель активности — 85,4 %, в 1999 году было 77,4 %). Из 35 активных работали 33 человека (19 мужчин и 14 женщин), безработных было 2 (1 мужчина и 1 женщина). Среди 6 неактивных 3 человека были учениками или студентами, 3 — пенсионерами.